# Grote Prijs van Rhodos 2025
De negende editie van de wielerwedstrijd Grote Prijs van Rhodos werd gehouden op 8 maart 2025. De 168 deelnemers moesten een parcours van 179,7 kilometer rond het Griekse eiland Rhodos afleggen. De wedstrijd maakte deel uit van de UCI Europe Tour, in de categorie 1.2. De Pool Marcin Budziński won, voor de Fransman Pierre-Henry Basset en Ben Jochum uit Duitsland.

## Uitslag
| Plaats  | Naam                  | Ploeg                    | Tijd     |
| ------- | --------------------- | ------------------------ | -------- |
| Winnaar | Marcin Budziński      | ATT Investments          | 4u10'10" |
| 2       | Pierre-Henry Basset   | XDS Astana Dev.          | z.t.     |
| 3       | Ben Jochum            | Lotto Kern-Haus PSD Bank | z.t.     |
| 4       | Gustav Wang           | XDS Astana Dev.          | + 24"    |
| 5       | Alexander Arnt Hansen | Airtox-Carl Ras          | z.t.     |
| 6       | Theodor Storm         | Lotto Kern-Haus PSD Bank | + 27"    |
| 7       | Oliver Knudsen        | Swatt                    | + 29"    |
| 8       | Norman Vahtra         | China Glory-Mentech      | z.t.     |
| 9       | Lucas Toftemark       | Airtox-Carl Ras          | z.t.     |
| 10      | Eirik Vang Aas        | Coop-Repsol              | z.t.     |
| 11      | Jenthe Verstraete     | EF Education-Aevolo      | z.t.     |
| 12      | Fausto Penna          | Lotto Kern-Haus PSD Bank | z.t.     |
| 13      | Mads Landbo           | Give Steel-2M            | z.t.     |
| 14      | Mattia Gaffuri        | Swatt                    | + 46"    |
| 15      | Benjamin Hertz        | Give Steel-2M            | + 1'50"  |
| 16      | Colby Simmons         | EF Education-Aevolo      | z.t.     |
| 17      | Kalle Kvam            | Coop-Repsol              | z.t.     |
| 18      | Olivier Søndergaard   | Airtox-Carl Ras          | + 5'09"  |
| 19      | Noah Hobbs            | EF Education-Aevolo      | z.t.     |
| 20      | Thomas Capra          | Bahrain Victorious Dev.  | z.t.     |
|         |                       |                          |          |
| 39      | Jesse Kramer          | Hagens Berman Jayco      | z.t.     |